# Rau ngót vuông
Rau ngót vuông (danh pháp khoa học: Sauropus quadrangularis) là một loài thực vật có hoa trong họ Diệp hạ châu. Loài này được (Willd.) Müll.Arg. miêu tả khoa học đầu tiên năm 1863.